# Guadalupe-Nipomo Dunes
Guadalupe-Nipomo Dunes est le plus grand système de dunes restant au sud de San Francisco et le deuxième plus grand de l'État américain de Californie. Il englobe 29 km de littoral sur la côte centrale de la Californie et s'étend du sud du comté de San Luis Obispo au nord du comté de Santa Barbara. 
Le complexe de dunes de Guadalupe-Nipomo couvre une surface de 89 000 hectares et abrite un écosystème de dunes unique ainsi que de nombreuses espèces de plantes et d'animaux en voie de disparition et menacées. Pour protéger l'environnement des dunes, une grande partie du complexe a été réservée à la conservation. De plus, il est reconnu comme un site naturel national. 
Une autre partie des Dunes est utilisée pour les loisirs, comme le camping et l'utilisation de véhicules tout-terrain. Les dunes de Guadalupe-Nipomo appartiennent à un certain nombre d'agences fédérales, étatiques et locales, ainsi qu'à des sociétés, organisations et particuliers privés. Il s'agit notamment des comtés de San Luis Obispo et Santa Barbara, des parcs d'État de Californie, du US Fish and Wildlife Service et du Land Conservancy du comté de San Luis Obispo. 

## Attractions
Le complexe de dunes de Guadalupe-Nipomo comprend plusieurs régions distinctes, chacune gérée par différentes organisations et utilisée à diverses fins. 
- Pismo State Beach - North Beach Campgrounds est situé dans la partie la plus septentrionale des Dunes et est géré par le California Department of Parks and Recreation. Il est possible de faire du camping, du surf, de la natation, du surf-casting et de la randonnée[5].
- Pismo State Beach - Oceano Campgrounds est situé plus au sud que les campings North Beach, près de la ville d'Oceano. Les terrains de camping Oceano, comme les terrains de camping de North Beach, sont gérés par le California Department of Parks and Recreation et disposent également d'un musée de la nature sur place.
- La zone de loisirs véhiculaire de l'État d'Oceano Dunes est située au sud d'Oceano. Il se compose de huit kilomètres et demi de plage ouverte pour l'utilisation des véhicules et d'une grande partie des dunes de sable ouvertes pour l'utilisation des véhicules hors route, y compris les quads, les motos hors route et les véhicules à quatre roues motrices. C'est le seul parc d'État de Californie où les véhicules peuvent être conduits sur la plage[6]. Chaque année, le parc attire 2 millions de visiteurs. Le parc offre également aux clients la possibilité de camper sur la plage elle-même. Les autres activités disponibles au parc comprennent l'équitation et l'observation des oiseaux[7].

- La zone naturelle du lac Oso Flaco fait partie de la zone de loisirs véhiculaire d'État d'Oceano Dunes située au nord de la ville de Guadalupe. Les visiteurs de la zone naturelle peuvent marcher le long de la promenade qui suit le ruisseau, en passant à travers Oso Flaco Lake, à l'océan[8]. 
  - Le Bureau de la Californie évaluation des risques sanitaires de l'environnement a publié un repas en toute sécurité consultatif pour tout poisson pêché dans le lac Oso Flaco en raison des niveaux élevés de DDT ou de mercure[9].
- Le Dunes Center est une agence développée pour promouvoir la conservation de l'écosystème des Dunes par l'éducation, la recherche et l'intendance coopérative. Il reçoit des financements de sources privées et publiques. Le Dunes Center est situé dans la ville de Guadalupe, dans un bungalow d'artisan restauré de 1910[10]. Le Centre présente des expositions sur l'histoire naturelle des dunes et l'histoire culturelle de la région.

- Les 1 033 hectares de la réserve nationale de faune de Guadalupe - Nipomo Dunes (NWR) est située dans la partie médiane du complexe des dunes et comprend 2,9 km de front de mer. Le NWR a été créé en 2000 par le US Fish and Wildlife Service et comprend certains des habitats les plus reculés et les moins perturbés du complexe de dunes. Il abrite plus de 120 espèces de plantes et d'animaux rares, y compris le chardon de La Graciosa, le chardon de surf, le coréopsis géant, la grenouille à pattes rouges de Californie, le pluvier neigeux de l'ouest et la sterne moine de Californie. L'accès est saisonnier et nécessite une longue randonnée. Les chiens et les bêtes de somme sont interdits[11].
- Rancho Guadalupe Dunes County Park est situé à l'extrémité sud des dunes et appartient aux parcs du comté de Santa Barbara et loué au Center for Natural Lands Management. Par rapport à d'autres zones des dunes, le parc du comté de Rancho Guadalupe Dunes est le moins endommagé par les espèces de plantes envahissantes introduites. Pour les visiteurs, le parc offre l'observation des oiseaux et des baleines, la pêche, des zones de randonnée, une aire de pique-nique et un kiosque d'interprétation. Des restrictions saisonnières pendant la saison des oiseaux nicheurs (du 1er mars au 1er octobre) s'appliquent et sont affichées sur le site[12].

À partir des années 1970, des mesures ont été prises pour protéger l'environnement naturel des dunes. L'un des changements les plus importants a été la restriction des véhicules tout-terrain à la zone de loisirs véhiculaire de l'État d'Oceano Dunes. Cela a permis aux autres zones des Dunes de subir des efforts de restauration par des groupes de conservation. Le processus de restauration des dunes se poursuit. 

## Géographie et environnement

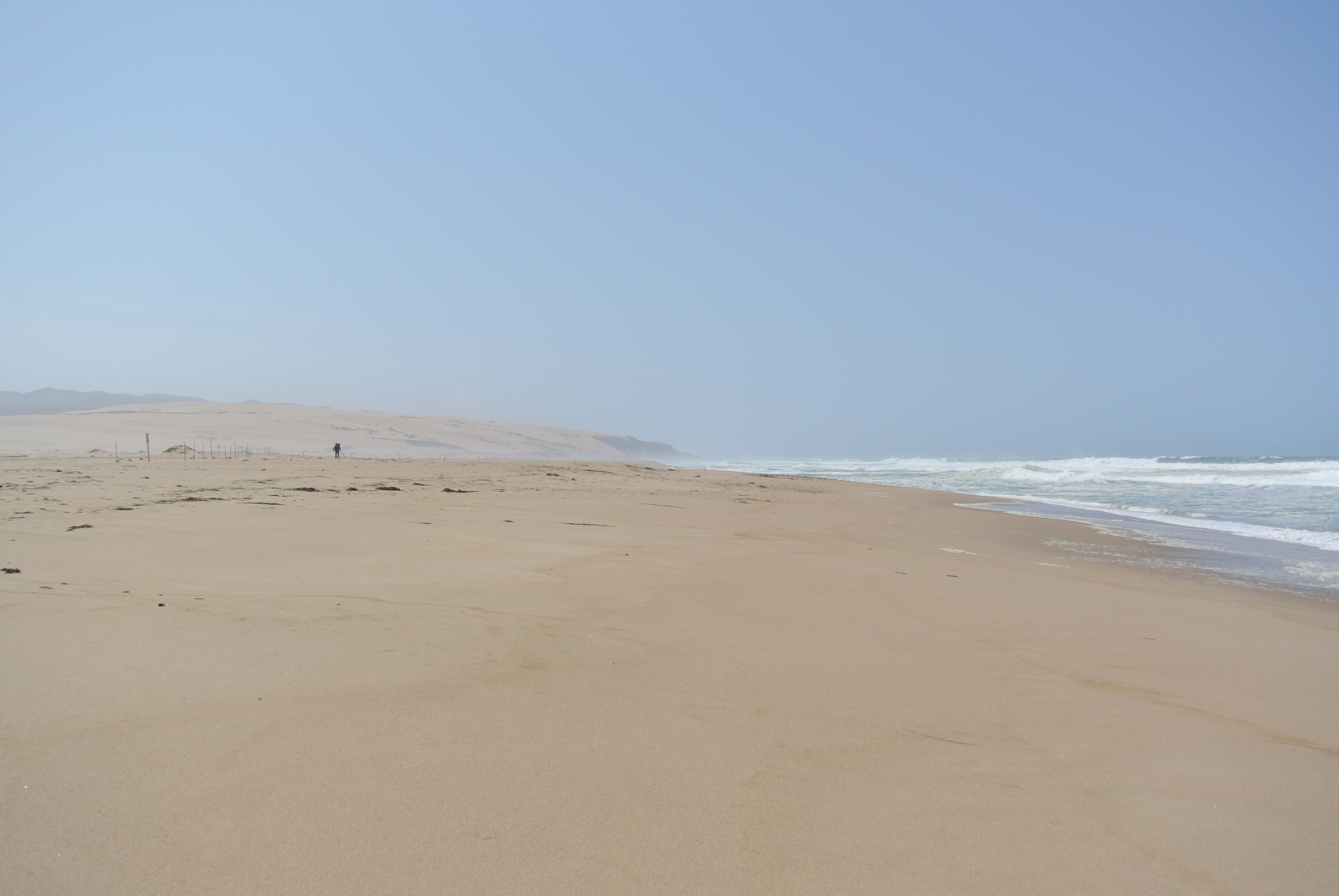
Plage du parc du comté de Guadalupe Dunes

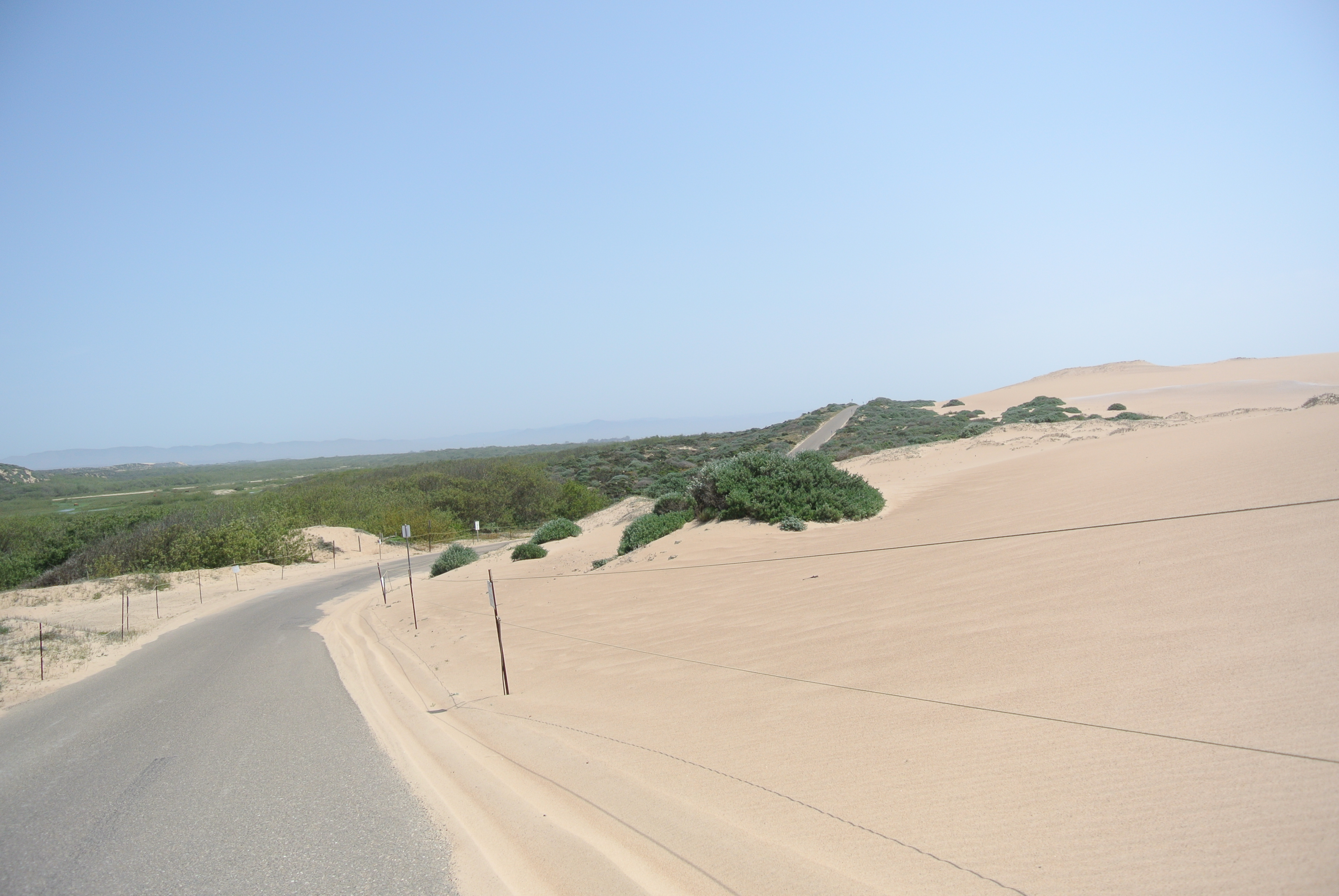
West Main Street et zone de transition (dunes arrières), Guadalupe Dunes County Park

De nombreuses espèces d'animaux se trouvent parmi les dunes. Plus de 200 espèces d'oiseaux y vivent, comme le pluvier neigeux de l'ouest, le faucon pèlerin américain, le pélican brun de Californie et la sterne moine de Californie. D'autres animaux dépendent également des dunes comme la grenouille à pattes rouges de Californie, la couleuvre rayée, le cerf, l'ours noir, le lynx roux et le puma. Les coléoptères, les papillons, les lézards, les poissons d'eau salée et d'eau douce habitent également les dunes. 

## Tournage
En 1923, le film épique Les Dix Commandements réalisé par Cecil B. DeMille, est tourné sur les Dunes. À la fin de la production, les ensembles massifs reproduisant l'Égypte ancienne ont été démantelés et enterrés sur le site pour empêcher leur réutilisation. Ils y sont toujours enterrés, malgré des décennies de propositions de fouilles diverses. Certains artefacts ont été récupérés et sont exposés au centre d'accueil des Dunes, tandis que d'autres peuvent être vus de temps en temps au fur et à mesure que les dunes se déplacent. 

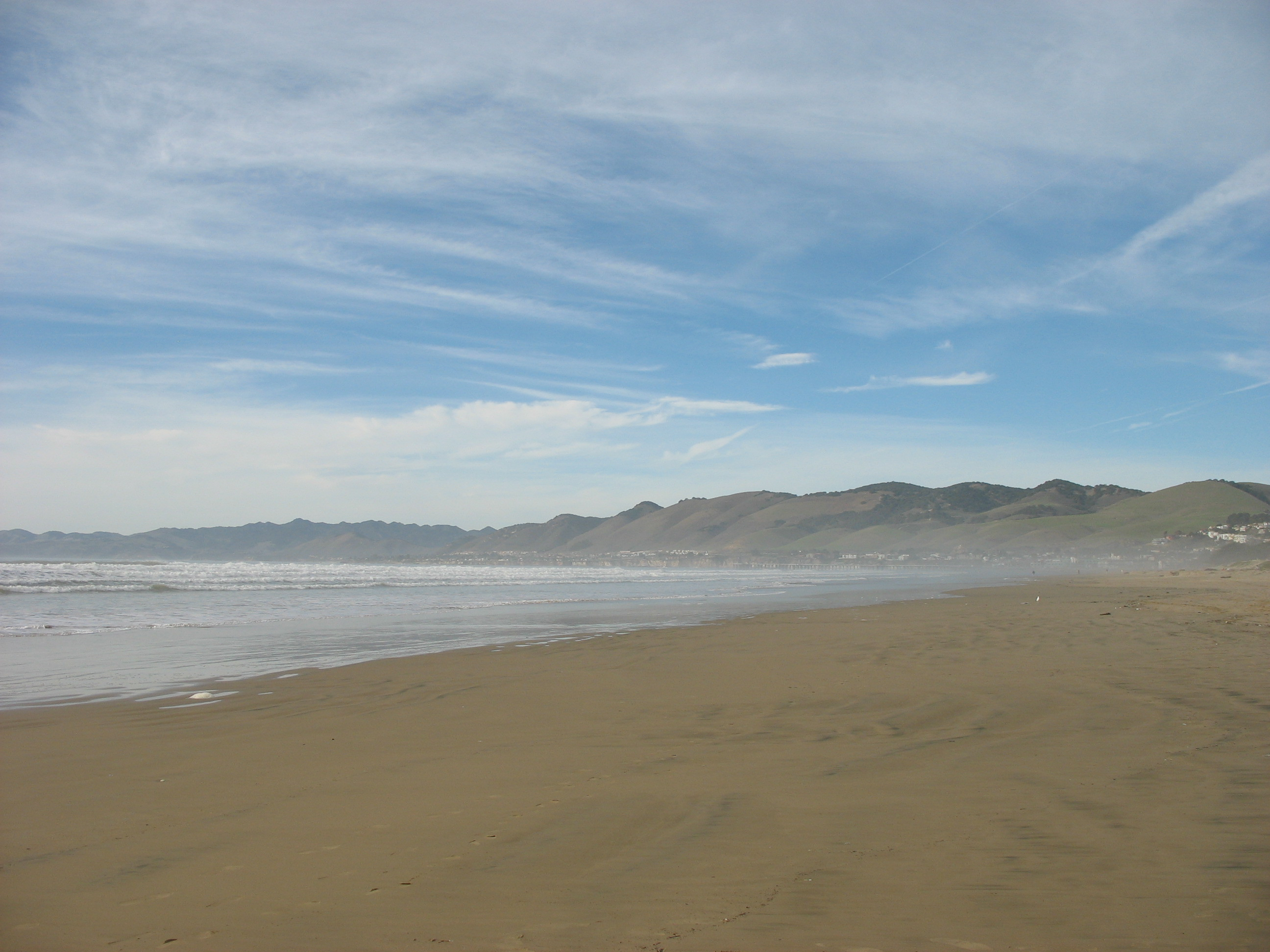
Vue de la plage de Pismo depuis la zone de loisirs véhiculaire de l'État d'Oceano

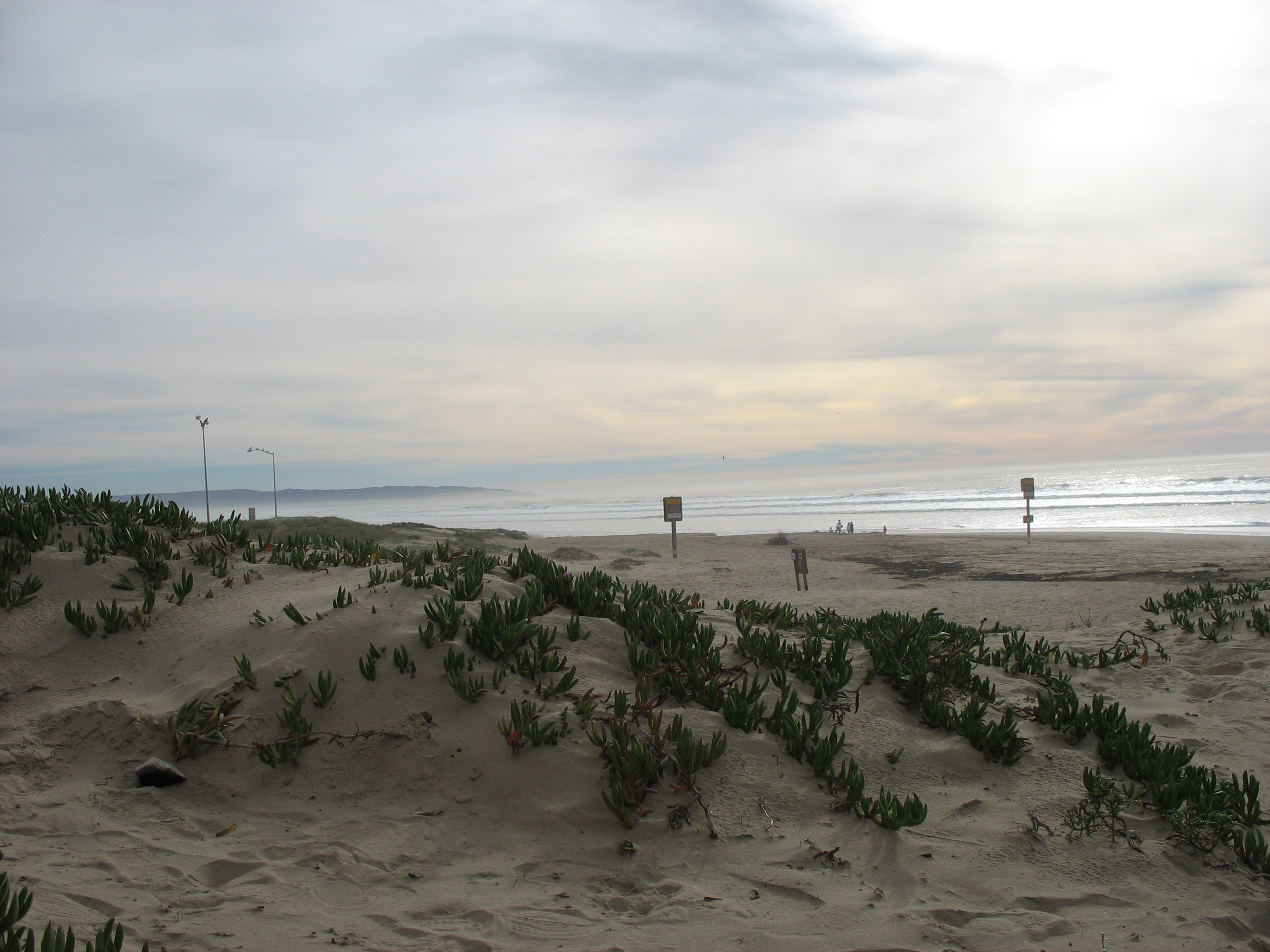
Oceano Beach, Californie